# Île-des-Sœurs
Île-des-Sœurs (isla de las monjas, en inglés: Nuns' Island) forma parte de la ciudad de Montreal, Quebec en Canadá. Es parte del distrito de Verdún.
El puente Champlain conecta a la isla con la costa sur, de igual modo que a Montreal via la autopista 15. El Puente Clément conecta la isla con la autopista Bonaventure.

## Historia
Originalmente nombrada por Île Saint-Paul en honor al fundador de Montreal, Paul Chomedey, sieur de Maisonneuve, el nombre de Île des Sœurs tiene incidencia en el siglo XIX y fue exclusivamente usado a partir de ese momento desde 1950. El nombre conmemora a las monjas de la Congregación de Notre-Dame, que adquirió parte de la isla en 1706 y la mantuvo por 250 años. La isla fue antiguamente un municipio, L'Île-Saint-Paul, fundado en 1899. El desarrollo de la isla comenzó en la década del 60, y tenía cuatro construcciones de Ludwig Mies van der Rohe: tres apartamentos altos, de los cuales en 1969 se ocuparon por primera vez, y la estación de servicio, Esso.

## Demografía
Aunque la isla se encuentra a pocos kilómetros del centro de Montreal, se encuentra en un ambiente libre de tráfico o contaminación sonora. La isla se compone de apartamentos residenciales, condominios con pocas empresas mayores. La isla es notada por sus parques y paisajes, que incluyen el Parque West-Vancouver que posee vista al río San Lorenzo. Posee dos escuelas que se encuentran en la isla, École Île-des-Sœurs y École des Marguerite.